# Piotr Rocki
Piotr Rocki, né le 11 janvier 1974 à Varsovie et mort le  1er juin 2020 à Bytom, est un footballeur polonais.

## Carrière
- 1993-1996 :  Polonia Varsovie
- 1996-1997 :  Hetman Zamość
- 1997-2000 :  Górnik Zabrze
- 2000-2001 :  Dyskobolia
- 2001-2003 :  Odra Wodzisław Śląski
- 2003-2004 :  Dyskobolia
- 2004-2005 :  Odra Wodzisław Śląski
- 2005-2008 :  Dyskobolia
- 2008-2009 :  Legia Varsovie
- 2009-2010 :  Podbeskidzie Bielsko-Biała
- 2010-2012 :  Ruch Radzionków
- 2012-2013 :  GKS Tychy
- 2012-2013 :  Kolejarz Stróże
- 2014-2017 :  Polonia Bytom

## Palmarès
- Vainqueur de la Coupe de Pologne : 2007
- Vainqueur de la Coupe de la Ligue polonaise : 2007, 2008
- Vainqueur de la Supercoupe de Pologne : 2008
- Vice-Champion de Pologne : 2009